# Emanuele Paternò
Emanuele Paternò, 9è marquès de Sessa, nascut a Palerm el 12 de desembre de 1847 i traspassat també a Palerm el 18 de gener de 1935, fou un químic i polític italià conegut per la reacció de Paternò-Büchi.

## Biografia
Emanuele Paternò era descendent d'una antiga família (Paternò) d'origen provençal-catalana del XI segle provinent d'Embrun, a França.
Emanuele estudià química a la Universitat de Palerm on fou alumne de Stanislao Cannizzaro. El 1871, quan només comptava amb 24 anys, fou nomenat professor de química de la Universitat de Torí. L'any següent substituí Cannizzaro a la Universitat de Palerm, de la qual fou rector entre 1885 i 1890. En el 1892 passà a la Universitat de Roma com a professor de química analítica, i el 1910 aconseguí la càtedra de química general. Fou un dels fundadors de la Gazzetta Chimica Italiana en el 1871.
En els anys a Palerm tingué diferents càrrecs públics: Sindaco di Palermo des del maig de 1890 fins al gener de 1892 i president de la Giunta provinciale di Palermo del 1898 al 1914. El 1890 fou nomenat senador i fou molts d'anys vicepresident del Senat del Regne. Fou també president del Consiglio superiore di sanità i, des de 1931, primer director del Laboratorio di Chimica di Sanità Pubblica. Des del 1911 tingué com ajudant, primer a la Universitat de Roma, i després al Laboratorio di chimica di Sanità Pubblica, a Domenico Marotta, futur director de l'Istituto Superiore di Sanità.

## Obra
Els seus estudis se centraren en la fotoquímica, en l'estudi de l'acció de la llum sobre les molècules orgàniques. Descobrí el 1909, juntament amb Georg-Hermann Büchi, la reacció que duu els seus noms, la reacció de Paternò-Büchi.